# تل حسنک
تل حسنک مربوط به دوره ساسانیان - سده‌های ۳ و ۲ ه.ق است و در بهبهان، کیلومتری ۲ جاده بهبهان به زیدون واقع شده و این اثر در تاریخ ۱ مرداد ۱۳۸۶ با شمارهٔ ثبت ۱۹۲۷۸ به‌عنوان یکی از آثار ملی ایران به ثبت رسیده است.